# Ancistrocerus philippinus
Ancistrocerus philippinus är en stekelart som beskrevs av Giordani Soika 1996. Ancistrocerus philippinus ingår i släktet murargetingar, och familjen Eumenidae. Inga underarter finns listade i Catalogue of Life.